# 정보공유라이선스

정보공유라이선스 심볼

정보공유라이선스 심볼(벡터)

정보공유라이선스(情報共有-)는 대한민국 시민단체인 정보공유연대 IPLeft의 결과물로, 대한민국 법에 따라 저작물의 자유이용범위를 정하는 자유문서이용허가서의 일종이다. 그 내용이 정보공유를 지향한다는 점에 특색이 있다.

## 종류
정보공유라이선스 2.0 을 채택하려면, 다음 4가지 중 하나를 선택할 수 있다.
- 허용: 사용 목적과 개작 여부에 제한을 두지 않는다.
- 영리금지: 영리적 목적으로 사용할 수 없다. 개작은 자유롭게 허용된다.
- 개작금지: 사용 목적에 제한을 두지 않지만 개작할 수 없다.
- 영리금지·개작금지: 영리적 목적으로 사용할 수 없으며, 개작할 수 없다.

| 구분                                  | 2차적 저작물 작성 허용                                                    | 2차적 저작물 작성 금지 (저작권자 허락 필요)                                      |
| ------------------------------------- | ------------------------------------------------------------------------- | -------------------------------------------------------------------------------- |
| 영리적 이용 허용                      | 정보공유라이선스 2.0 : 허용 (영리·비영리 불문 자유이용 허락, 개작도 허용) | 정보공유라이선스 2.0 : 개작금지 (영리·비영리 불문 자유이용 허락, 단 개작은 금지) |
| 영리적 이용 금지 (저작권자 허락 필요) | 정보공유라이선스 2.0 : 영리금지 (비영리적 이용만 허락, 개작 허락)         | 정보공유라이선스 2.0 : 영리금지·개작금지 (개작이 아닌 비영리적 이용만 허락)      |

## 역사
- 2004. 10. 4. 정보공유라이선스 1.0 발표
- 2005. 9. 6. 정보공유라이선스 2.0 홈페이지 개설

## 정보공유라이선스 1.0 과 2.0 차이점
| 정보공유라이선스 1.0 |  | 정보공유라이선스 2.0 |
| -------------------- |  | -------------------- |
| 영리·개작허용        |  | 허용                 |
| 영리불허·개작허용    |  | 영리금지             |
| 영리허용·개작불허    |  | 개작금지             |
| 영리·개작 불허       |  | 영리금지·개작금지    |